# Sacco di Roma (1527)
Il sacco di Roma del 1527 ebbe inizio il 6 maggio di quell'anno a opera delle truppe imperiali che erano state al soldo di Carlo V d'Asburgo, composte principalmente da lanzichenecchi tedeschi, in numero di circa 14000 unità, oltre che da 6000 soldati spagnoli e da un imprecisato numero di bande di italiani. È il nono e ultimo "sacco" (saccheggio) perpetrato ai danni della città, ed è considerato fra i più brutali e peggiori dei nove eventi nonché uno degli avvenimenti più significativi dell'intera storia di Roma.
Una prima formazione di truppe imperiali, costituita in prevalenza da spagnoli sbarcati a Genova sotto la guida di Carlo III di Borbone, era stata impegnata nella seconda parte del 1526 nella pianura padana contro la lega di Cognac. L'imperatore aveva quindi fatto scendere a rinforzo dal Tirolo i lanzichenecchi alla guida di von Frundsberg, i quali però erano stati inizialmente contrastati con efficacia da Giovanni delle Bande Nere. Morto Giovanni e conquistata Milano, spagnoli e lanzichenecchi si riunirono a febbraio del 1527 a Piacenza.
I possedimenti veneziani a est erano protetti da Francesco Maria, duca di Urbino, che ben poco aveva fatto per impedire le azioni imperiali nelle terre del ducato di Milano. Lanzichenecchi e spagnoli, mal assortiti e mal disposti gli uni verso gli altri, decisero di muoversi congiuntamente verso sud a caccia di bottino, sotto il comando parziale di Carlo III di Borbone, che poteva contare solo sul prestigio personale, visto che le truppe non vedevano il soldo da mesi. Affamate e desiderose di preda, lasciarono indietro la poca artiglieria. Aggirata Firenze, considerata un obiettivo difficile in quanto ben difesa, a marce forzate e spinte dalla fame si diressero verso Roma. La città era praticamente sguarnita di difensori, in quanto papa Clemente VII aveva licenziato le truppe per motivi economici, convinto di poter trattare con Carlo V per cambiare nuovamente partito. A quel punto gli imperiali, fuori controllo per i mancati pagamenti, agirono di propria iniziativa e assalirono la città, andando oltre le intenzioni dello stesso Carlo V, che voleva limitarsi a minacciare l'uso della forza per costringere Clemente VII a venire a patti.
Il sacco di Roma ebbe un tragico bilancio, sia nei danni alle persone sia al patrimonio artistico. Circa 20000 cittadini furono uccisi, 10000 fuggirono, 30000 morirono per la peste portata dai lanzichenecchi. Clemente VII, rifugiatosi in Castel Sant'Angelo mentre gran parte della guardia svizzera venne massacrata, dovette pagare 400000 ducati per essere liberato. I lanzichenecchi, di prevalente fede protestante, erano animati anche da fervore antipapale e furono responsabili delle maggiori crudeltà verso religiosi e religiose e dei danni agli edifici di culto.
L'evento segnò un momento importante delle lunghe guerre per il predominio in Europa tra il Sacro Romano Impero e il Regno di Francia, alleato con lo Stato della Chiesa. La devastazione e l'occupazione della città di Roma sembrarono confermare simbolicamente il declino dell'Italia in balia degli eserciti stranieri e l'umiliazione della Chiesa cattolica impegnata a contrastare anche il movimento della Riforma luterana sviluppatosi in Germania. Carlo V negò di avere responsabilità nell'accaduto e venne a patti con Clemente VII, mentre crebbe ulteriormente l'astio tra cattolici e luterani.

## Le premesse

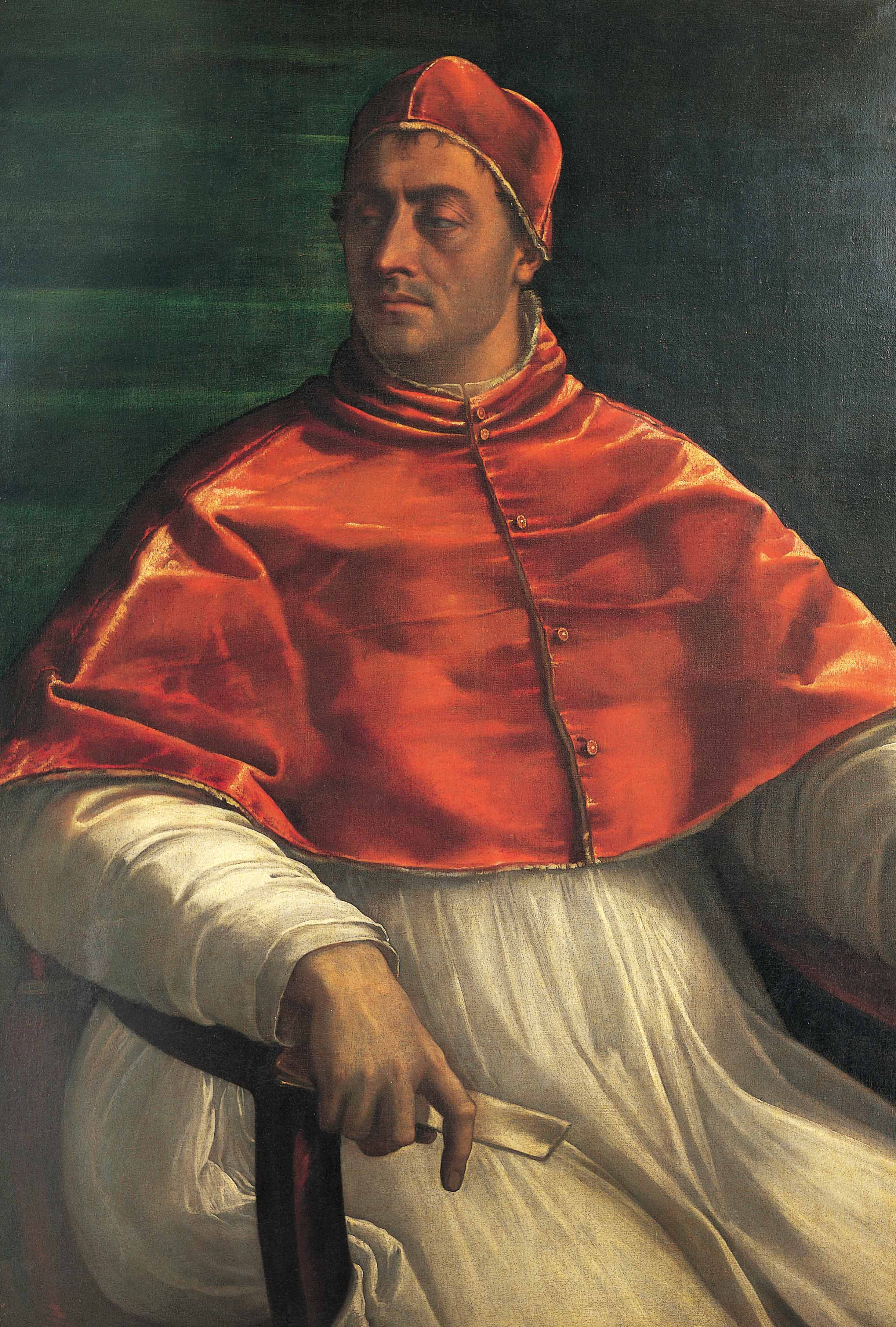
Clemente VII

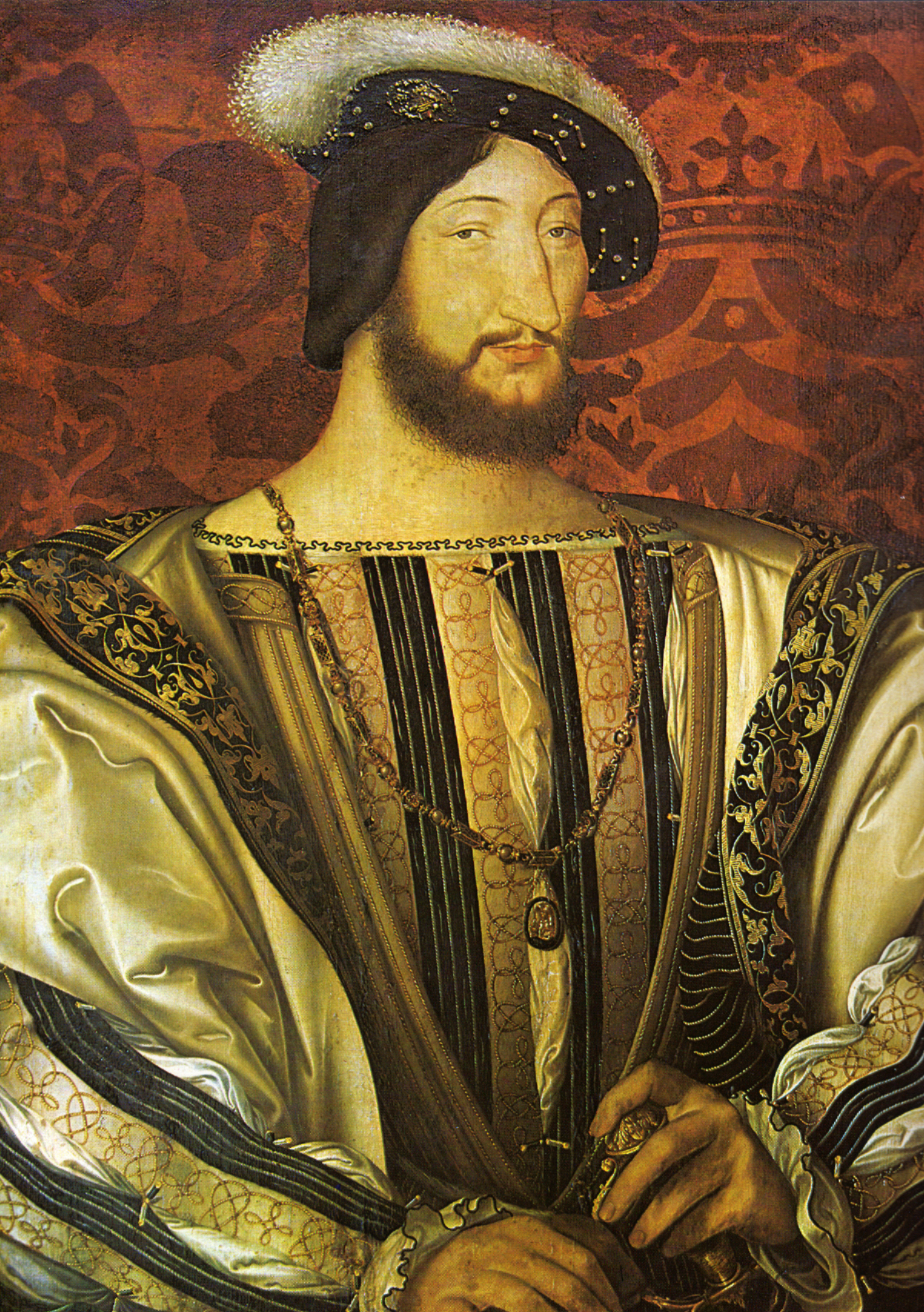
Francesco I

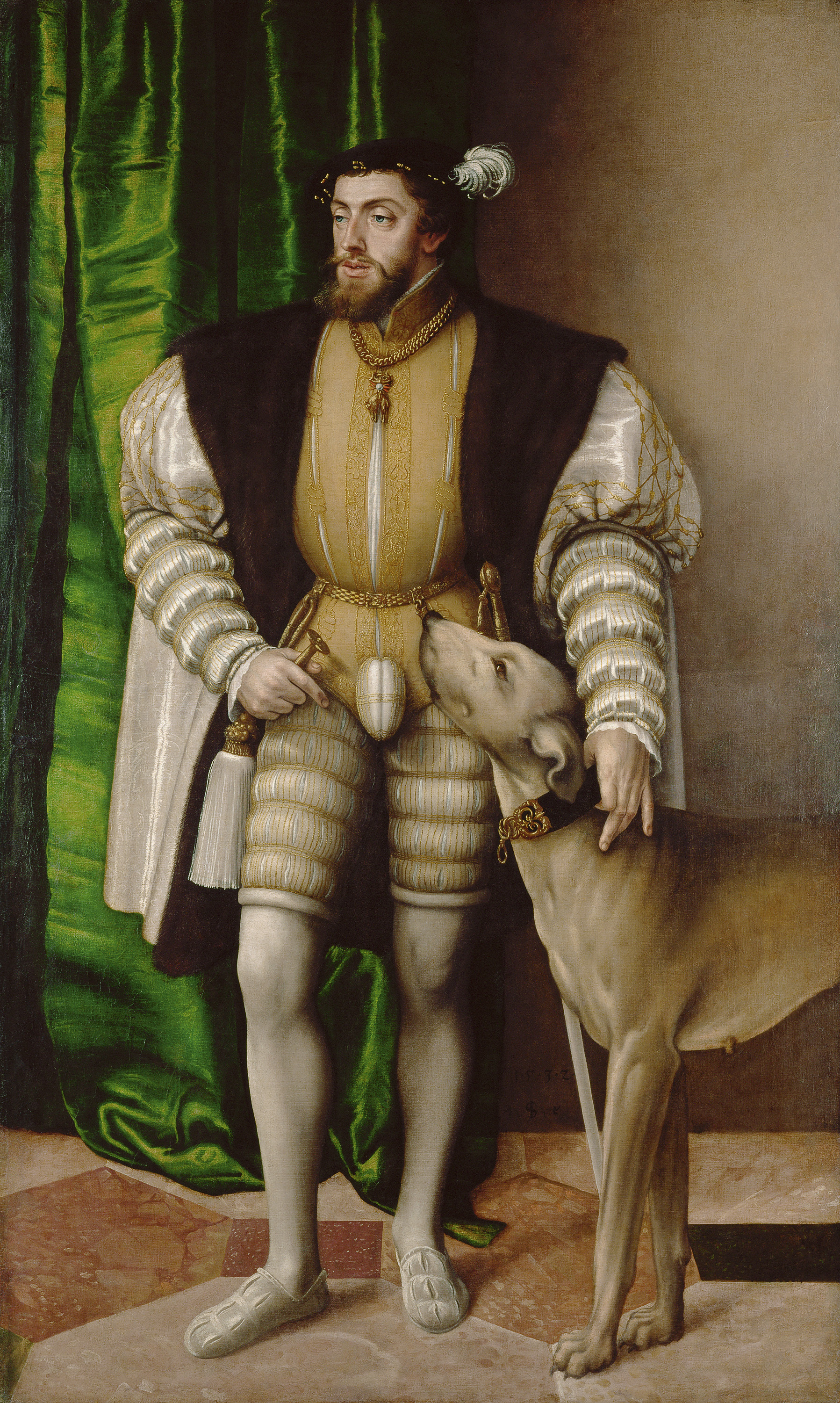
Carlo V cinque anni dopo (1532)

La vicenda si inquadra nella più ampia cornice dei conflitti per la supremazia in Europa, tra gli Asburgo e i Valois, ovverosia tra Francesco I di Valois, Re di Francia e Carlo V d'Asburgo, Imperatore del Sacro Romano Impero nonché Re di Spagna. Più precisamente si inserisce nel secondo conflitto che vide impegnati i due sovrani dal 1526 al 1529.
Il primo conflitto si era concluso con la sconfitta di Francesco I a Pavia e la sottoscrizione del trattato di Madrid, avvenuta nel mese di gennaio del 1526, a seguito della quale il sovrano francese dovette rinunciare, tra l'altro, a ogni suo diritto sull'Italia e restituire la Borgogna agli Asburgo.
Nel maggio successivo, però, papa Clemente VII (al secolo Giulio de' Medici), sfruttando l'insoddisfazione del Valois per aver dovuto sottoscrivere un trattato contenente clausole estremamente mortificanti per la Francia, si rese promotore di una Lega anti-imperiale, la cosiddetta Santa Lega di Cognac.
In sostanza, papa Clemente col re di Francia aveva condiviso il timore che il sovrano asburgico, una volta impossessatosi dell'Italia settentrionale e avendo già nelle sue mani l'intera Italia meridionale come eredità spagnola, potesse essere indotto a unificare tutti gli Stati della penisola sotto un unico scettro, a danno dello Stato Pontificio, che rischiava di rimanere isolato e venire fagocitato.
La Lega era composta, oltre che dal papa e dal re di Francia, anche dal Ducato di Milano, Repubblica di Venezia, Repubblica di Genova oltre che dalla Firenze dei Medici. Vennero iniziate le ostilità nel 1526 attaccando la Repubblica di Siena, ma l'impresa si rivelò fallimentare e rivelò la debolezza delle truppe a disposizione del Papa.
L'imperatore, intenzionato a controllare momentaneamente l'Italia settentrionale, tentò di riconquistare il favore del pontefice, ma non avendo avuto successo, decise di intervenire militarmente. Solo che le sue forze erano impegnate altrove: sul fronte interno contro i luterani e su quello esterno contro l'Impero ottomano, che premeva alle porte orientali dell'Impero; così fece in modo di fomentare una rivolta interna allo Stato Pontificio, tramite la potente famiglia romana dei Colonna, da sempre nemica dei Medici.
La rivolta dei Colonna produsse i suoi effetti. Il cardinale Pompeo Colonna sguinzagliò nella città pontificia i suoi soldati che la saccheggiarono. Clemente VII, assediato a Roma, fu costretto a chiedere aiuto all'imperatore con la promessa di cambiare la propria alleanza ai danni del re di Francia, rompendo la Lega Santa. Pompeo Colonna si ritirò con calma a Napoli. Clemente VII, una volta libero, non mantenne il patto stipulato comunque, e chiamò in suo aiuto proprio Francesco I.
A questo punto l'imperatore dispose l'intervento armato contro lo Stato Pontificio (che nella città di Roma era allora rappresentato dal Governatore Bernardo de' Rossi) mediante l'invio di un contingente di lanzichenecchi, al comando del duca Carlo III di Borbone-Montpensier, uno dei più grandi condottieri francesi, inviso al re Francesco.
Le truppe sul campo erano comunque comandate dal generale Georg von Frundsberg, esperto condottiero tirolese dei lanzichenecchi imperiali, famoso per il suo odio verso la Chiesa di Roma e verso il papa; secondo il suo segretario personale Adam Reusner, egli avrebbe espresso apertamente il suo fermo proposito di impiccare Clemente VII dopo aver occupato la città. L'esercito lanzichenecco radunato da Frundsberg sarebbe stato guidato da alcuni esperti condottieri tedeschi, veterani delle guerre precedenti, tra i quali il figlio di Georg von Frundsberg, Melchiorre, Konrad von Boyneburg-Bemelberg, Sebastian Schertlin, Corrado Hess e Ludovico Lodron

## La calata dei Lanzichenecchi

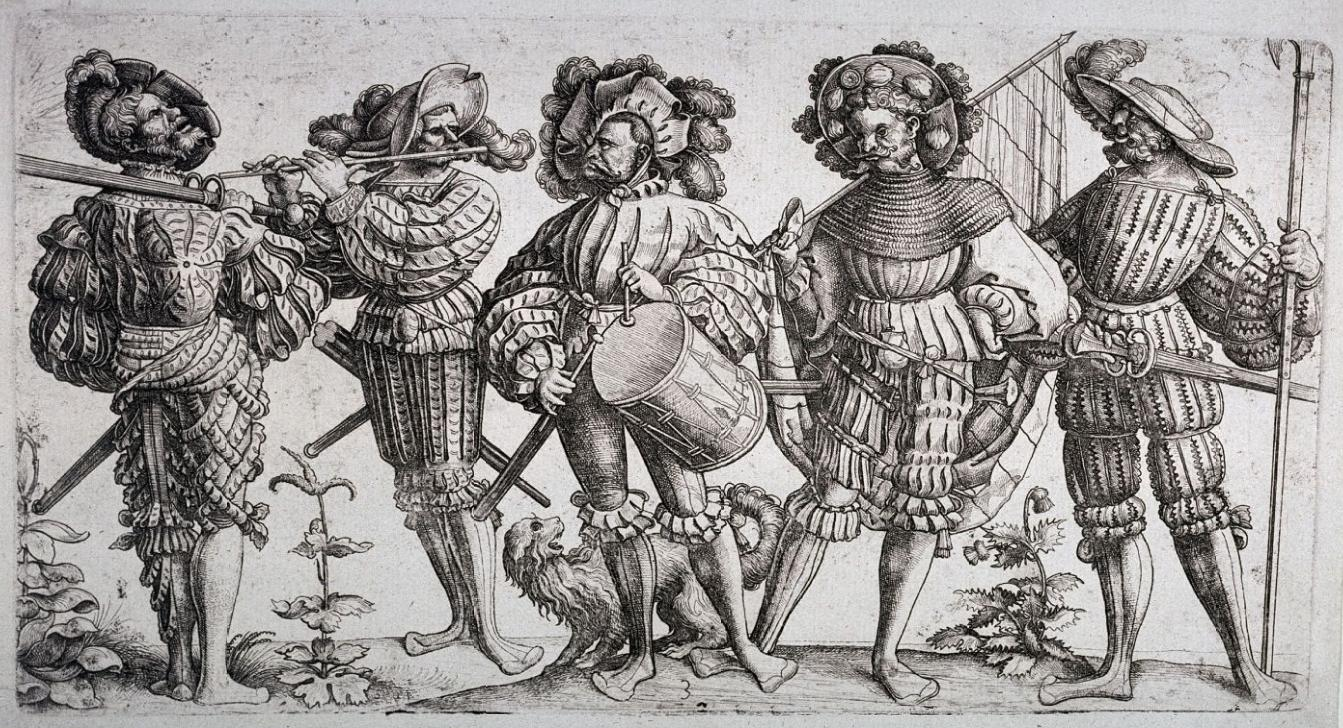
Lanzichenecchi in parata (circa 1530)

I Lanzichenecchi di Frundsberg, circa 14000 miliziani mercenari arruolati principalmente a Bolzano e Merano e seguiti dalle loro 3000 donne, lasciarono Trento il 12 novembre 1526 affiancati da altri 4000 mercenari provenienti da Cremona. Marciarono inizialmente in direzione della Valle dell'Adige per confondere le milizie veneziane per poi dirigersi improvvisamente verso la Valle del Chiese accampandosi a Lodrone; qui tuttavia, vista l'impossibilità di superare la Rocca d'Anfo presidiata dai veneziani, dopo aver percorso difficili strade di montagna in Val Vestino ed essere giunti nella Valle Sabbia a Vobarno, le milizie tedesche non riuscirono a superare un primo sbarramento delle truppe veneziane alla Corona di Roè Volciano. Timoroso del sopraggiungere delle truppe della Lega stanziate nel milanese e che erano costituite da circa 35000 soldati, Frundsberg ritenne impossibile sfondare verso Brescia. Quindi, sceso a Gavardo, deviò la marcia dei suoi lanzichenecchi in direzione di Mantova dove intendeva attraversare il Po.
Le milizie imperiali superarono alcune deboli resistenze a Lonato, Solferino e Goito e quindi raggiunsero Rivalta; il 25 novembre 1526, i lanzichenecchi di Frundsberg, anche grazie al tradimento dei Signori di Ferrara e di Mantova (di cui sotto), sconfissero nella battaglia di Governolo le truppe di Giovanni dalle Bande Nere che tentavano di sbarrare loro il passo nei pressi di un ponte sul Mincio; lo stesso condottiero italiano, che nei giorni precedenti aveva cercato di rallentare l'avanzata nemica con una serie di incursioni di disturbo della sua cavalleria leggera, venne gravemente ferito da un colpo di falconetto, morendo dopo alcuni giorni per le conseguenze della ferita. Le milizie tedesche quindi poterono passare il Po il 28 novembre 1526 vicino a Ostiglia e proseguirono l'avanzata; nei giorni seguenti vennero rinforzati da duecento uomini condotti da Filiberto di Chalon principe d'Orange e da cinquecento archibugieri italiani al comando di Niccolò Gonzaga.
Le truppe della Lega di Cognac dimostrarono scarsa coesione e mediocre efficienza militare; inoltre alcuni principi italiani favorirono l'avanzata dell'esercito imperiale; Alfonso I d'Este, duca di Ferrara, che dopo alcune incertezze si era alleato con Carlo V, fornì i suoi moderni pezzi d'artiglieria che rinforzarono l'esercito lanzichenecco prima della battaglia di Governolo, mentre a Mantova il marchese Federico II Gonzaga, pur formalmente alleato del papa, rifiutò di prendere parte attivamente alla guerra. In queste condizioni gli eserciti della Lega presenti in Italia non furono in grado di fermare le truppe imperiali di Frundsberg che il 14 dicembre 1526 attraversarono il Taro e occuparono Fiorenzuola mentre le forze pontificie guidate da Francesco Guicciardini e Guido Rangoni ripiegavano da Parma e Piacenza in direzione di Bologna. Contemporaneamente Francesco Maria della Rovere, duca di Urbino e comandante dell'esercito veneziano, dalle regioni di Mantova si tenne prudentemente a distanza dall'esercito imperiale e rimase cautamente sulla difensiva; egli riteneva imbattibile in campo aperto l'esercito lanzichenecco e preferiva soprattutto coprire il territorio di Venezia.
In realtà anche i lanzichenecchi, nonostante la loro avanzata apparentemente inarrestabile, erano in difficoltà a causa dei continui attacchi di disturbo e soprattutto per le gravi carenze di vettovagliamento; marciando nel fango e nel freddo con scorte di cibo insufficienti, le truppe erano in condizioni deplorevoli e Georg von Frundsberg era seriamente preoccupato. Il 14 dicembre, da Fiorenzuola il condottiero imperiale inviò una pressante richiesta di aiuto a Carlo di Borbone che si trovava a Milano con le truppe spagnole, le quali secondo i piani avrebbero dovuto congiungersi con i lanzichenecchi. Carlo di Borbone decise di muovere rapidamente in soccorso con le sue truppe che peraltro davano prova di scarsa disciplina e di insofferenza a causa del mancato pagamento del soldo. Con alcuni espedienti il condottiero imperiale riuscì a convincere i suoi soldati a obbedire agli ordini e il 30 gennaio 1527 si mise in marcia da Milano. Le truppe spagnole, 6000 uomini, raggiunsero l'esercito lanzichenecco a Pontenure, vicino a Piacenza, il 7 febbraio. Il 7 marzo, l'esercito imperiale riunito, ulteriormente rafforzato dall'arrivo di contingenti di truppe italiane filo-imperiali, arrivò a San Giovanni in territorio bolognese.
Il 16 marzo 1527 peraltro si verificarono nuove, gravi manifestazioni di indisciplina e sedizione fra le truppe imperiali a causa delle condizioni di vita estremamente disagiate e soprattutto del mancato versamento del soldo spettante alle truppe; dopo i tumulti cominciati tra i reparti spagnoli, anche i lanzichenecchi tedeschi si unirono alle proteste e il tentativo personale di Frundsberg di sedare la rivolta non ebbe successo. Le milizie invocarono il pagamento del soldo e il condottiero tedesco, mentre parlava alle truppe, ebbe un grave malore. Colpito da ictus, Frundsberg, dopo inutili tentativi di cura, dovette cedere il comando e il 22 marzo venne evacuato a Ferrara. Ormai infermo, ritornò nel suo castello di Mindelheim solamente nell'agosto del 1528 per morirvi. Il comando del corpo di spedizione imperiale venne assunto da Carlo di Borbone che ebbe grande difficoltà a ristabilire la disciplina.
Proprio durante i giorni della sedizione fra le truppe imperiali, giunsero nel campo gli inviati del viceré di Napoli Carlo di Lannoy per informare Carlo di Borbone che una tregua era stata stabilita con il papa Clemente VII sulla base di un versamento di sessantamila ducati all'esercito imperiale. Il papa, estremamente preoccupato per l'invasione, aveva deciso di intavolare trattative e rompere la solidarietà tra le potenze della Lega di Cognac. Le notizie dell'accordo tuttavia provocarono violente proteste fra le truppe imperiali desiderose di rivalersi delle fatiche della guerra con un devastante saccheggio del territorio nemico; la tregua venne quindi respinta e Carlo di Borbone decise autonomamente di riprendere l'avanzata dopo aver comunicato al viceré che egli non poteva opporsi al volere delle truppe.
Gli imperiali, circa 35000 soldati spagnoli, tedeschi e italiani, superata Forlì, dove circa 500 di loro ebbero la peggio in una scaramuccia con le truppe di Michele Antonio di Saluzzo, oltrepassarono l'Appennino e si portarono ad Arezzo, seguendo, quindi, la via Romea Germanica. Da qui, il 20 aprile 1527, ripartirono, approfittando delle precarie situazioni in cui si trovavano i veneziani e i loro alleati a causa dell'insurrezione di Firenze contro i Medici.
Le truppe a difesa di Roma erano poco numerose (non più di cinquemila), ma avevano dalla loro parte le solide mura e l'artiglieria, di cui gli assedianti erano sprovvisti. Borbone doveva prendere la città in fretta per evitare di essere intrappolato a sua volta dall'esercito della Lega.

## L'assalto a Roma

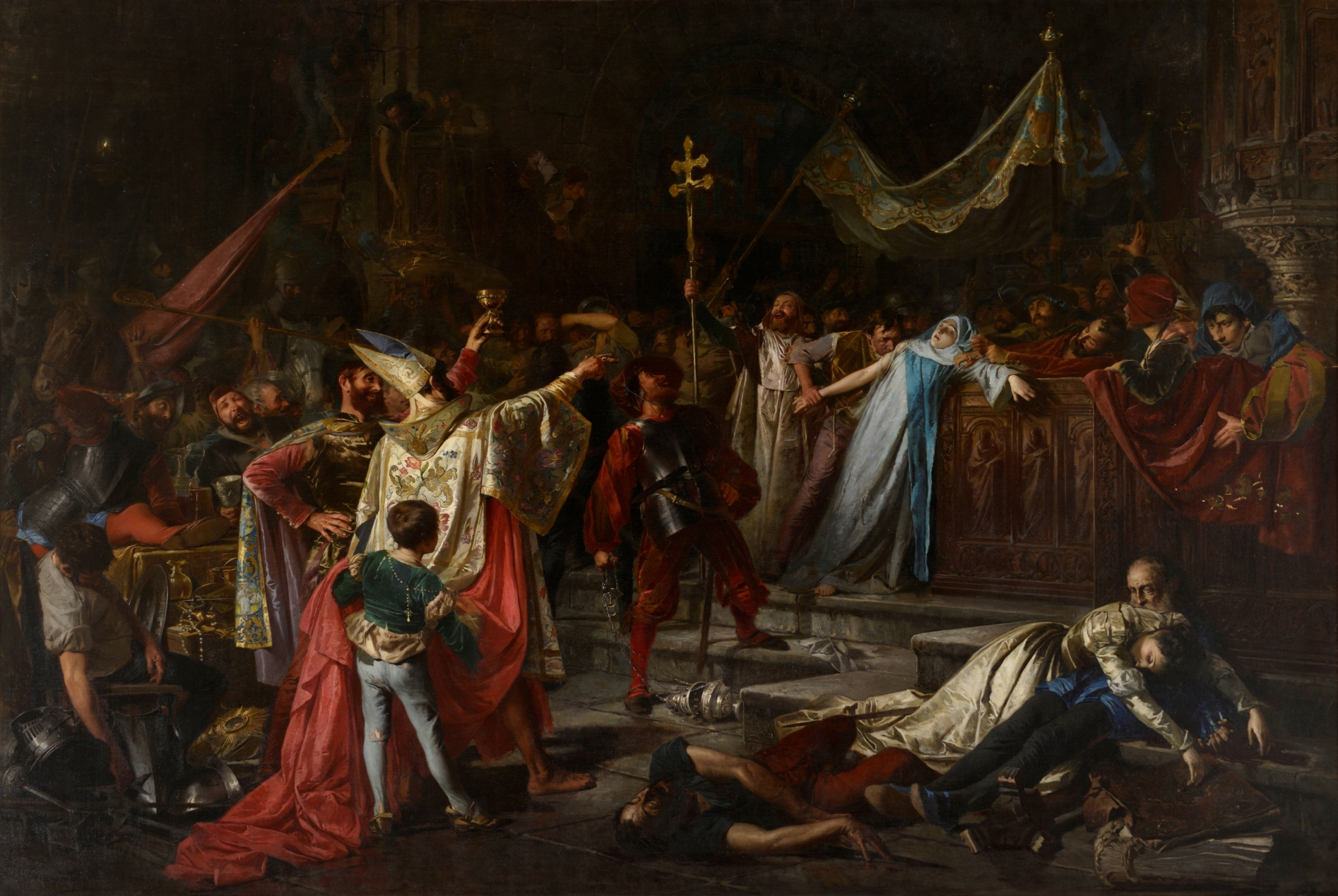
Sacco di Roma, Francisco J. Amérigo, 1884.

La mattina del 6 maggio gli Imperiali cominciarono l'attacco. Vi erano 14 000 Lanzichenecchi e 6 000 spagnoli. A essi si aggiungevano le fanterie italiane di Fabrizio Maramaldo, di Sciarra Colonna e di Luigi Gonzaga "Rodomonte"; molti cavalieri si erano posti sotto il comando di Ferrante I Gonzaga e del principe d'Orange Filiberto di Chalon; inoltre si erano accodati anche molti disertori della Lega, i soldati licenziati dal papa e numerosi banditi attratti dalla speranza di rapine.
L'assalto si concentrò tra il Gianicolo e il Vaticano. Per essere di esempio ai suoi, Carlo di Borbone fu tra i primi ad attaccare, ma mentre saliva su una scala fu ferito gravemente da una palla d'archibugio, che sembra sia stata tirata da Benvenuto Cellini (secondo l'autobiografia dello stesso). Ricoverato nella chiesa di Sant'Onofrio, il Borbone morì nel pomeriggio. Ciò accrebbe l'impeto degli assalitori, i quali, a prezzo di gravi perdite, riuscirono a entrare nel quartiere del Borgo. Il successore del Borbone fu il principe d'Orange.
Mentre le truppe spagnole assaltavano le mura comprese fra Porta Torrione e Porta Fornaci, i lanzichenecchi, guidati dal luogotenente di Frundsberg, il condottiero Konrad von Boyneburg-Bemelberg, incominciarono la scalata ai bastioni compresi tra Porta Torrione e Porta Santo Spirito. I tedeschi riuscirono dopo strenui sforzi a superare il muro di cinta nel settore di Porta Santo Spirito; i capitani Nicola Seidenstuecker e Michele Hartmann raggiunsero con i loro lanzichenecchi gli spalti, conquistarono i cannoni e costrinsero alla fuga i difensori.
Mentre i lanzichenecchi tedeschi moltiplicavano gli sforzi per ampliare la breccia e valicare in massa le mura a Porta San Pietro, un reparto di soldati spagnoli riuscì fortunosamente a individuare una finestra malamente mimetizzata di una cantina del palazzo Armellini a ridosso delle mura che era apparentemente indifesa; attraverso questa finestra gli spagnoli imboccarono uno stretto cunicolo che li condusse all'interno del palazzo Armellini dove non incontrarono alcuna resistenza. I soldati ritornarono quindi indietro e ampliarono l'apertura; le truppe poterono così riversarsi, invadere il quartiere e avanzare verso San Pietro. Contemporaneamente i lanzichenecchi tedeschi, coperti dal fuoco degli archibugi, conquistarono gran parte delle mura e, mentre le truppe pontificie ripiegavano in rotta, si diressero a loro volta verso la basilica avanzando sulla destra degli spagnoli.
Il papa, che era in preghiera nella chiesa, fu condotto attraverso il passetto al Castel Sant'Angelo mentre 189 Guardie svizzere (anch'esse mercenarie ma fedeli al papa) si fecero trucidare per difendere la sua fuga.
Privi di comando, i lanzichenecchi, fino ad allora frustrati da una campagna militare deludente, si diedero al saccheggio e alla violenza sugli abitanti della città partendo da Borgo Vecchio e dall'ospedale di Santo Spirito, con una brutalità inaudita e anche gratuita. Furono profanate tutte le chiese, furono rubati i tesori e furono distrutti gli arredi sacri. Le monache furono violentate, così come le donne che venivano strappate dalle loro case. Furono devastati tutti i palazzi dei prelati e dei nobili (come gli esponenti della famiglia Massimo), con l'eccezione di quelli fedeli all'imperatore. La popolazione fu sottoposta a ogni tipo di violenza e di angheria. Le strade erano disseminate di cadaveri e percorse da bande di soldati ubriachi che si trascinavano dietro donne di ogni condizione, e da saccheggiatori che trasportavano oggetti rapinati.
Papa Clemente VII si trovò rifugiato nell'imprendibile Castel Sant'Angelo. Il 5 giugno, dopo aver accettato il pagamento di una forte somma per il ritiro degli occupanti, si arrese e fu imprigionato in un palazzo del quartiere Prati in attesa che versasse il pattuito. La resa del papa era però uno stratagemma per uscire da Castel Sant'Angelo e, grazie agli accordi segretamente presi, fuggire dalla Città eterna alla prima occasione. Il 7 dicembre una trentina di cavalieri e un forte reparto di archibugieri agli ordini di Luigi Gonzaga "Rodomonte", assaltarono il palazzo liberando Clemente VII che venne travestito da ortolano per superare le mura della città e quindi scortato a Orvieto. Nell'iconografia pittorica, Clemente VII, a partire dal 1527, verrà dipinto con una barba bianca, pare divenuta tale in tre giorni, a seguito del dolore causatogli dal sacco.
Il saccheggio vero e proprio durò otto giorni, al termine dei quali la città rimase però occupata dalle truppe, che cercarono anche in seguito di sfruttare la situazione esigendo riscatti per i prigionieri. Il ritiro vero e proprio dei saccheggiatori si sarebbe avuto solo tra il 16 e il 18 febbraio dell'anno successivo, dopo che s'era saccheggiato il saccheggiabile e non v'era più possibilità di ottenere riscatti, ma anche a causa della peste diffusasi dopo mesi di bivacco e delle diserzioni di molti soldati (assimilati nella popolazione).
Il sacco causò danni incalcolabili al patrimonio artistico della città. Anche i lavori nella fabbrica di san Pietro si interruppero e ripresero solo nel 1534 con il pontificato di Paolo III:
(Francesco Guicciardini, Storia d'Italia, 18,8)
Oltre alla forte somma per il ritiro degli occupanti, il papa a garanzia dovette consegnare come statichi (ostaggi) Giovanni Maria del Monte (futuro papa Giulio III), arcivescovo Sipontino; Onofrio Bartolini, arcivescovo di Pisa; Antonio Pucci, vescovo di Pistoia: Gian Matteo Giberti, vescovo di Verona.
Il giorno stesso in cui cedettero le difese di Roma, il capitano pontificio Guido II Rangoni si spinse fino al ponte Salario con una schiera di cavalli e di archibugieri, ma, vista la situazione, si ritirò a Otricoli. Francesco Maria della Rovere, che si era riunito alle truppe del marchese di Saluzzo, si accampò a Monterosi in attesa di novità. Dopo tre giorni il principe d'Orange ordinò che si cessasse il saccheggio, ma i lanzichenecchi non ubbidirono e Roma continuò a essere violata, finché rimase qualcosa di cui impossessarsi.
Alcune famiglie romane, dalla parte dei lanzichenecchi, riuscirono a salvare i loro beni. Tra queste, oltre ai Colonna, i Gonzaga e la famiglia Farnese. Infatti mentre uno dei figli di Alessandro (il successivo papa Paolo III), Ranuccio Farnese, era schierato con il papa Clemente VII, l'altro figlio Pier Luigi era comandante tra i lanzichenecchi. Entrando in Roma, Pier Luigi si acquartierò a palazzo Farnese salvando così i beni della famiglia.

## Effetti sulla popolazione di Roma

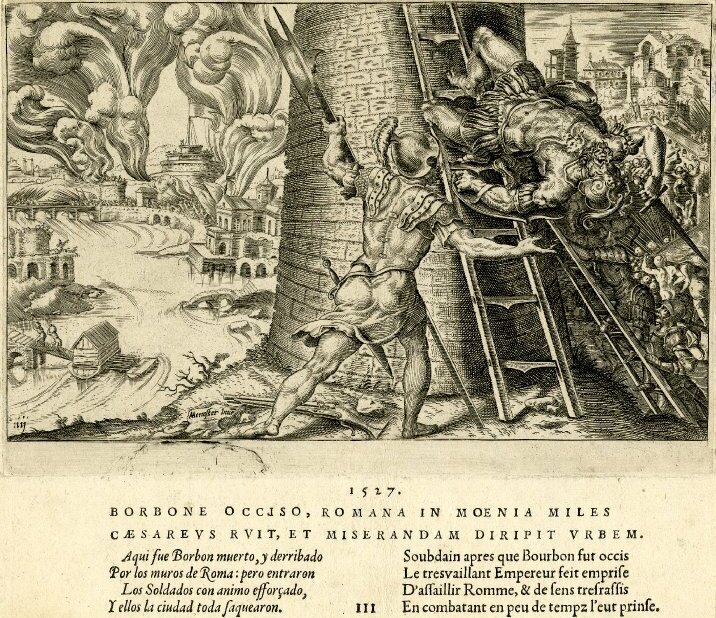
Sacco di Roma, incisione di Maarten van Heemskerck.

Al tempo del "Sacco", la città di Roma contava, secondo il censimento pontificio realizzato tra la fine del 1526 e l'inizio del 1527, 55035 abitanti, prevalentemente composti da colonie provenienti da varie città italiane, a maggioranza fiorentina.
Una tale esigua popolazione era difesa da circa 4 000 uomini in armi e dai 189 mercenari svizzeri che formavano la guardia del pontefice.
Le secolari carenze manutentive all'antica rete fognaria avevano trasformato Roma in una città insalubre, infestata dalla malaria e dalla peste bubbonica. L'improvviso affollamento causato dalle decine di migliaia di lanzichenecchi aggravò pesantemente la situazione igienica, favorendo oltre misura il diffondersi di malattie contagiose che decimarono tanto la popolazione quanto gli occupanti.
Alla fine di quell'anno tremendo, la cittadinanza di Roma fu ridotta quasi alla metà dalle circa 20 000 morti causate dalle violenze o dalle malattie. Tra le vittime si annoverano anche alti prelati, come il cardinale Cristoforo Numai da Forlì, che morì pochi mesi dopo per le sofferenze patite durante il saccheggio. Come in molti altri luoghi dell'Europa a causa delle guerre di religione, si determinò un periodo di povertà nella Roma del XVI secolo.

## Cause dello scempio

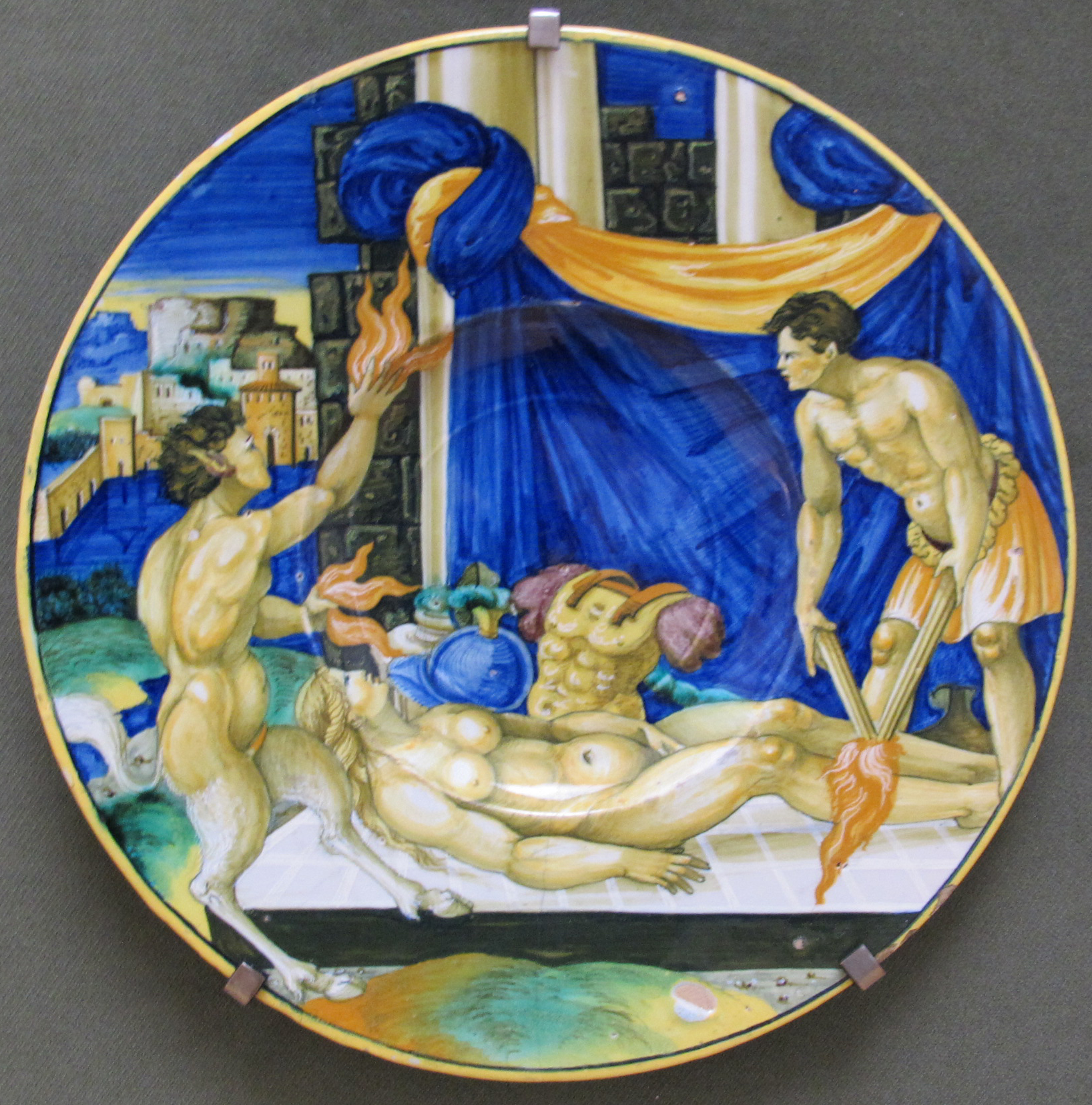
Allegoria delle sofferenze di Roma (Francesco Xanto Avelli, 1528-1531 circa).

Le ragioni che indussero i mercenari germanici ad abbandonarsi a un saccheggio così efferato e per così lungo tempo, cioè per circa dieci mesi, risiedono nella frustrazione per una campagna militare fino ad allora deludente e, soprattutto, nell'acceso odio che la maggior parte di essi, luterani, nutriva per la Chiesa cattolica.
Inoltre, a quei tempi i soldati venivano pagati ogni cinque giorni, cioè per "cinquine". Quando però il comandante delle truppe non disponeva di denaro sufficiente per la retribuzione delle soldatesche, autorizzava il cosiddetto "sacco" della città, che non durava, in genere, più di una giornata. Il tempo sufficiente, cioè, affinché la truppa si rifacesse della mancata retribuzione.
Nel caso specifico, i lanzichenecchi non solo erano rimasti senza paga, ma erano rimasti anche senza il comandante. Infatti il Frundsberg era rientrato precipitosamente in Germania per motivi di salute e il Borbone era rimasto vittima sul campo.
Senza paga, senza comandante e senza ordini, in preda a un'avversione rabbiosa per il cattolicesimo, fu facile per loro abbandonarsi per un tempo così lungo al saccheggio di Roma, ricca città e sede dell'odiato papato.

## Le conseguenze
Oltre che per la storia della città di Roma, il sacco del 1527 ha avuto una valenza epocale tanto che Bertrand Russell e altri studiosi indicano il 6 maggio 1527 come la data simbolica in cui porre la fine del Rinascimento.

### Religione
A partire dal sacco incomincerà una svolta per l'intero mondo cattolico. Le logiche di potere delle famiglie e i discutibili costumi che avevano dominato il papato avevano dato luogo alla critica luterana e alla nascita del Luteranesimo.
Il sacco della cattolica Roma da parte di un astioso e disprezzante esercito protestante, appena dieci anni dopo la pubblicazione delle tesi di Lutero (1517), è uno degli elementi che obbligarono la Chiesa (e le famiglie) a reagire. Paolo III Farnese, successore di Clemente VII Medici, nel 1545 indisse il Concilio di Trento, con la conseguente nascita della Controriforma.

### Politica
Il sacco di Roma, compiuto dall'esercito di Carlo V d'Asburgo e avvenuto all'interno della Guerra della Lega di Cognac (1526-30), si inquadra come evento clamoroso all'interno di uno dei conflitti del XVI secolo che porteranno poi alla spartizione dell'Europa tra Asburgo e Francia culminati nel 1559, con la Pace di Cateau-Cambrésis.

### Arte
Prima del sacco, Roma era la principale meta per qualsiasi artista europeo desideroso di fama e ricchezza, per le prestigiose commissioni della corte papale. Il sacco generò una vera e propria diaspora, che portò, prima nelle corti italiane e poi europee, lo stile della "grande maniera" degli allievi di Raffaello e di Michelangelo.
Negli anni seguenti al sacco, la controriforma segnò però un nuovo stile più didascalico e comprensibile, talora venato di gravità e imponenza celebrativa verso la Chiesa cattolica. Ne è un chiaro esempio l'evoluzione dello stesso Michelangelo Buonarroti, che nel 1508-1512 aveva dipinto la volta della Cappella Sistina con raffigurazioni bibliche, e che tornò nello stesso luogo nel 1536-1541 con l'ammonitorio Giudizio Universale.

## Vandalismi
- Distruzione di una delle numerose reliquie note con il nome di Velo della Veronica, custodita a Roma.
- Iscrizioni vandaliche e sfregi al primo piano di Villa Farnesina, nella Sala delle prospettive, e in Vaticano nelle Stanze di Raffaello.
- Abbattimento del convento annesso alla basilica di Santa Maria del Popolo.
- Incendio e danneggiamento del primo Palazzo Massimo alle Colonne, edificato nel Quattrocento.
- Abbattimento della tomba di Vannozza Cattanei nella basilica di Santa Maria del Popolo.

## Nella cultura di massa
Nel 2016 la band svedese Sabaton pubblicò una canzone chiamata "The Last Stand" nell'omonimo album. Questa canzone era dedicata proprio agli avvenimenti del sacco di Roma.